# Fugaku
Fugaku (en japonès 富岳) és un superordinador a petaescala del Riken Center for Computational Science de Kobe, Japó. Va començar el desenvolupament el 2014 com a successor de l'ordinador K i va debutar el 2020. Porta el nom d'un nom alternatiu per al mont Fuji.
Es va convertir en el superordinador més ràpid del món a la llista TOP500 de juny de 2020 i també es va convertir en el primer ordinador basat en l'arquitectura ARM per aconseguir-ho. En aquest moment també va aconseguir 1,42 exaFLOPS utilitzant el punt de referència HPL-AI de precisió mixt fp16/fp64. Va començar a operar regularment el 2021.
Fugaku va ser substituït com el superordinador més ràpid del món per Frontier el maig de 2022.

## Maquinari
El superordinador està construït amb el microprocessador Fujitsu A64FX. Aquesta CPU es basa en l'arquitectura del processador ARM versió 8.2A i adopta les extensions vectorials escalables per a superordinadors. L'objectiu de Fugaku era aproximadament 100 vegades més potent que l'ordinador K (és a dir, un objectiu de rendiment d'1 exaFLOPS).
La configuració inicial (juny de 2020) de Fugaku va utilitzar 158.976 CPU A64FX unides mitjançant la interconnexió de fusió de torus patentada de Fujitsu. Una actualització el novembre de 2020 va augmentar el nombre de processadors.

## Programari
Fugaku utilitza un "sistema operatiu multinucli lleuger" anomenat IHK/McKernel. El sistema operatiu utilitza Linux i el nucli lleuger de McKernel que funcionen simultàniament i al costat de l'altre. La infraestructura en què s'executen ambdós nuclis s'anomena Interfície per a nuclis heterogenis (IHK). Les simulacions d'alt rendiment s'executen a McKernel, amb Linux disponible per a tots els altres serveis compatibles amb POSIX.
Fugaku utilitza un sistema d'emmagatzematge de tres nivells per proporcionar emmagatzematge paral·lel als nodes de càlcul. L'emmagatzematge LLIO de primer nivell és un accelerador d'E/S de fitxers basat en NVM desenvolupat conjuntament per Fujitsu i RIKEN que s'assigna per emmagatzematge per treball als nodes de càlcul per emmagatzemar dades temporals amb una latència baixa. El sistema LLIO classifica les dades dins i fora d'un sistema de fitxers Fujitsu Exascale (FEFS) de segon nivell, que utilitza emmagatzematge basat en disc basat en programari Luster per proporcionar un gran sistema de fitxers persistent d'alt rendiment, i una cinta. arxiu basat en per emmagatzemar un gran volum de dades d'accés poc freqüent.

## Rendiment
El rendiment inicial informat de Fugaku va ser un Rmax de 416 petaFLOPS al punt de referència LINPACK d'alt rendiment FP64 utilitzat pel TOP500. Després de l'actualització de novembre de 2020 en el nombre de processadors, el rendiment de Fugaku va augmentar fins a un Rmax de 442 petaFLOPS.
El 2020, Fugaku també va assolir els primers llocs en altres rànquings que proveen ordinadors amb diferents càrregues de treball, com ara Graph500, HPL-AI i HPCG. Cap superordinador anterior ha liderat mai els quatre rànquings alhora.
El rendiment de Fugaku supera el rendiment combinat dels 4 següents superordinadors de la llista TOP500 (gairebé els 5 següents) i supera per un marge del 45% tots els altres 10 ordinadors principals de la referència HPCG.
S'ha informat des d'almenys abans de maig de 2021 que la Xina havia desenvolupat un superordinador amb tecnologia pròpia que supera el rendiment de Fugaku en un factor de dos o més i l'estava operant en secret per evitar sancions dels Estats Units. De fet, un paper amb aquesta màquina va guanyar el premi Gordon Bell al millor paper. A partir del maig de 2022, la Xina està operant dos superordinadors amb un rendiment exaescala.